# Thank you, Love
『Thank you, Love』（サンキュー・ラブ）は、西野カナの3枚目のオリジナル・アルバム。2011年6月22日にSME Recordsから発売された。

## 概要
「あったかいアルバム」をコンセプトに制作され、ポジティブな要素を含んだ作品にしたいとの西野本人の思いが反映されている。また、前作2作『LOVE one.』『to LOVE』は恋愛を主題とした曲が中心になっていたが、本作はそれ以外も表現されているのが特徴である。
初回生産限定盤と通常盤の2形態でリリースされた。なお、初回生産限定盤に限っては発売日時点で完売され稀少品となっていたため、中古市場やネットオークション等では一時定価以上の値段で取引されていた。
オリコン・ビルボードの両チャートでは、前作『to LOVE』に続き、2作連続初登場首位を獲得した。収録曲の「if」「君って」「Distance」「Esperanza」は先にシングルとして発売され、「Alright」がアルバムのリード曲として配信された。「Alright」を除く4曲は、オリコン・ビルボードの両シングルチャートで上位10位内に入ったほか、日本レコード協会による着うたフルのダウンロード数を集計したRIAJ有料音楽配信チャートで全て首位を獲得した。

## 背景
2枚目のアルバム『to LOVE』からちょうど1年での発売となった。前作以降に発売されたシングル曲5曲を含む全14曲が収録されている。前作『to LOVE』同様、「*Prologue*」から始まり、「*Epilogue*」で終わる構成である。アルバムを制作したのは、西野が大学を卒業して落ち着いた2011年4月頃だった。西野が自分を振り返った時に、周りにいてくれる人への感謝や、音楽作品やブログ、ライブで顔を合わせることのできるファンとの「つながり」を感じた。そういった人たちがいるからこそ、自分が存在するという事を強く感じたことから、感謝の気持ちを込めて『Thank you, Love』という題名になった。

## 批評
| 専門評論家によるレビュー | 専門評論家によるレビュー |
| レビュー・スコア         | レビュー・スコア         |
| 出典                     | 評価                     |
| ------------------------ | ------------------------ |
| hotexpress               | 肯定                     |
| WHAT's IN?               | 肯定                     |
| エキサイトミュージック   | 肯定                     |

『hotexpress』の武川春奈は「今まで自分の感情を素直に表現し、多くの共感を集めてきた西野だが、今はもう一歩進んだ場所にいるのが、今作で証明されている」と批評した。また、特記したい楽曲として「Alright」を挙げた。『WHAT's IN?』のわたなべ文月は、「真に“Thank you”の思いが伝わってくる作品に仕上がっている」と批評し、「だからこそキュンと切ないラブ・ソングもバラードも、彼女の作詞と歌声を経てさらに、リスナーのポジティブ・マインドを引き出してくれる。」とコメントした。『エキサイトミュージック』の吉田可奈は、「人を愛することの素晴らしさ、切なさ、悲しさ、人と関わることの大切さがぎっしりと詰め込まれている。」とコメントした。

## チャート成績
2011年6月21日付けのオリコンデイリーランキングで、発売初日で5.0万枚を売り上げ、初登場1位。7月4日付けの週間ランキングで、初週売上17.8万枚で初登場1位。。同日付けのBillboard JAPAN Top Albumsでも初登場1位を獲得。

## 収録曲

### DISC 1：CD【全形態共通】
1. *Prologue* 〜Sunrise〜 [1:46]
作詞：Kana Nishino / 作曲：DJ Mass (VIVID Neon*)、Kyoko Osako、Hiroshi Yoshida / 編曲：VIVID Neon*、Kyoko Osako
2. Esperanza [5:23]
作詞：Kana Nishino / 作曲：DJ Mass (VIVID Neon*)、Toshihiko Takita、Hiroshi Yoshida / 編曲：VIVID Neon*、Toshihiko Takita
  - 14thシングル表題曲
  - 日本テレビ系『スッキリ!!』2011年5月度テーマソング
3. Clap Clap!! [3:32]
作詞：Kana Nishino、DJ Mass (VIVID Neon*) / 作曲：DJ Mass (VIVID Neon*)、Kyoko Osako、Hiroshi Yoshida / 編曲：VIVID Neon*、Hiroshi Yoshida
  - フジテレビ『めざましどようび』テーマソング
4. Together [5:14]
作詞：Kana Nishino / 作曲：Shinquo Ogura / 編曲：VIVID Neon*、Kyoko Osako
5. Distance  [3:46]
作詞：Kana Nishino / 作曲： MATS LIE SKARE、FAST LANE / 編曲： MATS LIE SKARE、FAST LANE、HIRO DOI(NICHION)
  - 13thシングル表題曲
  - ジェムケリー CMソング
  - NTTコミュニケーションズ「ミュージコ♪」CMソング
6. I'll be there [3:43]
作詞：Kana Nishino / 作曲：Jonathan Rotem、Lolene Evereu、Nasri Atwah / 編曲：J.R. Rotem for Beluga Heihts.
  - 11thシングルカップリング曲
7. Flower [5:52]
作詞：Kana Nishino、SAEKI youthK / 作曲：SAEKI youthK(rhythm zone) / 編曲：Kotaro Egami (SUPA LOVE)
8. Every Boy Every Girl [4:16]
作詞：Kana Nishino、DJ Mass (VIVID Neon*) 、hiro:n / 作曲：DJ Mass (VIVID Neon*)、Toshihiko Takita、hiro:n / 編曲：VIVID Neon*、Toshihiko Takita
  - NHK総合『SHIBUYA DEEP A』オープニングテーマソング
9. Where are you? [3:17]
作詞：Kana Nishino / 作曲：SKY BEATZ、FAST LANE、LISA DESMOND / 編曲：SKY BEATZ、FAST LANE、LISA DESMOND、HIRO DOI(NICHION)
10. if [4:40]
作詞：Kana Nishino、GIORGIO 13 / 作曲：GIORGIO CANCEMI / 編曲：GIORGIO CANCEMI
  - 11thシングル表題曲
  - 東宝配給アニメ映画『劇場版 NARUTO -ナルト- 疾風伝 ザ・ロストタワー』主題歌
  - レコチョク CMソング
11. Alright  [5:01]
作詞：Kana Nishino / 作曲：Yuichi Hayashida / 編曲：Yuichi Hayashida
  - デジタル・ダウンロード
  - 九州朝日放送 (KBC) 『ドォーモ』2011年7月度エンディングテーマ
  - アルバムリード曲
12. 君って [5:27]
作詞：Kana Nishino / 作曲：SAEKI youthK(rhythm zone) / 編曲：Kotaro Egami (SUPA LOVE)
  - 12thシングル表題曲
  - レコチョク CMソング
  - フジテレビ系ドラマ『フリーター、家を買う。』挿入歌
13. Wishing [4:40]
作詞：Kana Nishino / 作曲：Yuichi Hayashida、Hiroshi Yoshida / 編曲：Yuichi Hayashida
14. *Epilogue* 〜Thank you, Love〜  [1:12]
作詞：Kana Nishino / 作曲：DJ Mass (VIVID Neon*)、Kyoko Osako、Hiroshi Yoshida  / 編曲：VIVID Neon*、Kyoko Osako

### DISC 2：DVD【初回生産限定盤のみ】
Video Clips Vol.3
(All Directord by Nobu Sueyoshi)
- if
  - Video Clip [5:05] / Video Clip Making [3:47]
- 君って
  - Video Clip [5:43] / Video Clip Making [3:04]
- Distance
  - Video Clip [4:02] / Video Clip Making [2:49]
- Esperanza
  - Video Clip [5:26] / Video Clip Making [4:56]

## チャート
| チャート（2011年）         | 最高 順位 |
| -------------------------- | --------- |
| オリコン週間               | 1         |
| オリコン年間               | 15        |
| Billboard JAPAN Top Albums | 1         |